# Geflammter Kardinal

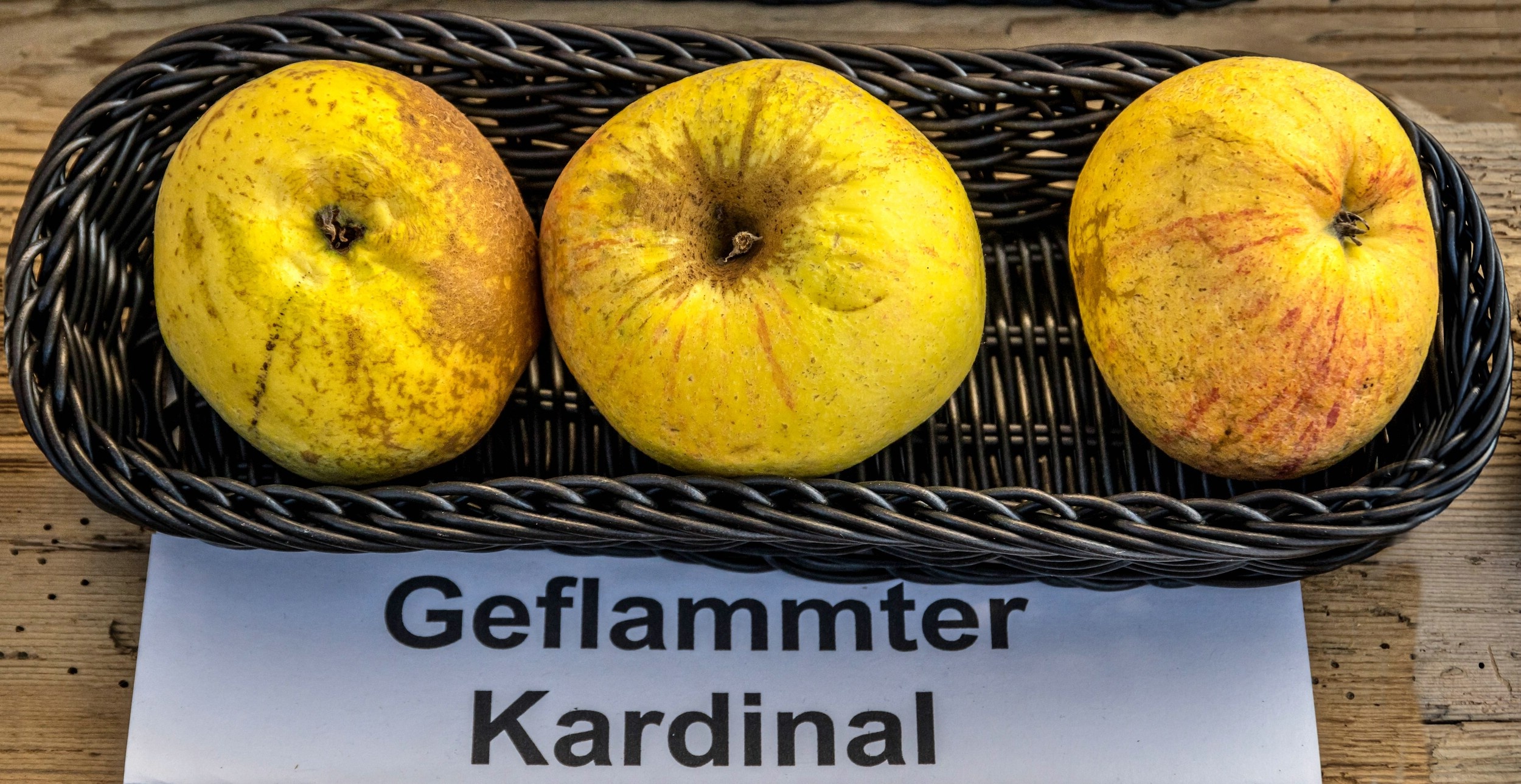
Ansicht der Frucht

Der Geflammte Kardinal, auch Geflammter Weißer Kardinal, ist eine Sorte des Kulturapfels Malus domestica.
Aufgrund der lang anhaltenden weiten Verbreitung und der starken Variabilität einzelner Exemplare ist der Apfel auch unter zahlreichen anderen Namen bekannt, darunter „Bischofsmütze“, „Rasselapfel“, „Tortenapfel“, „Semmelapfel“, „Gestreifter Pfundapfel“, „Strudelapfel“ und „Falscher Gravensteiner“ sowie „Himbeerapfel“, „Himmelhahn“, „Hohlgacker“ (Bodensee), „Hohlhäuschen“ (Pommern), „Kaiserapfel“, „Kontorapfel“ (Holstein, Hannover), „Meißner Gerstenapfel“, „Pleissener Sommerrambur“ (Norddeutschland), „Schwerer Gravensteiner“, „Semmelapfel“, „Tortenapfel“ (Eifel). Neben dem Geflammten Weißen Kardinal gibt es auch den „Geflammten Roten Kardinal“. Hierbei handelt es sich jedoch sicher um eine andere Sorte.

## Beschreibung
Der Apfel ist kugelförmig bis hochgebaut, etwa 60 bis 85 Millimeter hoch und 70 bis 90 Millimeter breit. Starke Kanten lassen einzelne Äpfel nahezu dreieckig erscheinen. Oft sind die beiden Hälften ungleich ausgeprägt. Insgesamt zeigen die einzelnen Äpfel dieser Sorte ungewöhnlich große Unterschiede. Das lockere mittelharte bis weiche Fruchtfleisch ist grüngelblichweiß und saftig.
Die Schale ist grünlich bis grünlichgelb, lagerreif kann sie bis zu gelb werden. Eine Rotfärbung ist nur schwach ausgeprägt. Oft nur blasshellrot, kann sie bis hin zum Rotgestreiften gehen. Über die ganze Schale verteilt sind einzelne Rostpunkte. Größere Rostflecken können vorkommen. Die Schale selbst ist dünn, glatt und nur wenig fettig.
Der kurze dicke Stiel sitzt in einer tiefen Stielgrube und ragt nur selten über diese hinaus. Auffällig ist die strahlige Berostung des Stiels.
Der Geschmack ist säuerlichsüß erfrischend, hat aber kaum Würze oder Geruch. Zu früh geerntete Äpfel schmecken vor allem säuerlich.
Der Baum wächst stark ohne intensive Pflege, aber nicht gerade. In der Jugend geht die Krone nach oben, beim ausgewachsenen Baum zeigt der Baum eine breitgewölbte Krone und kann sehr alt werden. Auffallend ist die starke Wolligkeit von jungem Laub und jungen Trieben.

## Geschichte
Die Herkunft des Apfels ist unbekannt. Vermutlich stammt er aus Deutschland. Erstmals wurde der Geflammte Kardinal 1801 vom Pomologen Adrian Diel beschrieben. 1860 empfahl ihn der Deutsche Pomologenverein zum Anbau. Während der Zeit der Österreich-Ungarischen Monarchie war die Sorte in einem Großteil der Kronländer zum Anbau empfohlen. Das in Wiesbaden erschienene Buch Unsere Besten Obstsorten von 1929 attestiert dem Apfel, „außerordentlich weit verbreitet“ zu sein, und verortet ihn konkret in Ungarn, Kroatien und „in jedem Dorf in Preussisch Schlesien.“ Verbreitet war der Apfel vor allem als Wirtschafts- und Küchenapfel, wo er insbesondere zur Herstellung von Kuchen und Strudeln zum Einsatz kam.

## Anbau
Der Geflammte Kardinal ist triploid und eignet sich deshalb als Pollenspender nicht. Die Blüte ist früh im Jahr. Der Ertrag setzt erst nach einigen Jahren ein, ist dann aber regelmäßig. Zur Alternanz neigt der Apfel nicht.
Der Geflammte Kardinal gedeiht auch auf schlechten, trockenen Böden in ungünstigen Lagen. Auch unter ungünstigen Bedingungen liefert der Baum regelmäßige Erträge. Empfindlicher reagiert er auf Feuchte und Staunässe, die bei ihm Obstbaumkrebs auslösen können. Die kurzgestielten Früchte neigen dazu, sich bei starkem Wind zu früh vom Baum zu lösen, so dass für eine gute Ernte ein windgeschützter Standort von Vorteil ist.
Abgesehen von der Anfälligkeit gegen Obstbaumkrebs ist der Geflammte Kardinal widerstandsfähig gegen Krankheiten.
Pflückreif ist der Geflammte Kardinal je nach Lage zwischen Mitte September und Mitte Oktober. Genussreif ist er ab Oktober. Im Naturlager hält er sich bis über den Winter.